# Capitoli di Marmalade Boy

Copertina del primo volume dell'edizione italiana

Lista dei capitoli di Marmalade Boy, manga scritto e illustrato da Wataru Yoshizumi. L'opera è stata serializzata sulla rivista Ribon dall'edizione del maggio 1992 fino a quella di ottobre 1995. Successivamente i 39 capitoli, più alcuni extra, sono stati raccolti in otto volumi tankōbon per conto della Shūeisha, pubblicati tra l'8 dicembre 1992 e il 15 febbraio 1996. Due ristampe, una in sei volumi e una in cinque, sono state distribuite rispettivamente tra il marzo e agosto 2004 e il maggio e agosto 2008. La serie segue la burrascosa storia d'amore tra Miki Koishikawa e Yū Matsuura, una ragazza e un ragazzo che si ritrovano a vivere sotto lo stesso tetto, dopo che i loro genitori decidono di scambiarsi i partner.
In alcune pagine dei tankōbon vi sono disegni dell'autrice, che sostituiscono le pubblicità presenti nella rivista Ribon. Essa ha utilizzato questi spazi per scrivere note e pensieri (detti free talk) a lato pagina. Nel secondo volume, in occasione della partita di Ginta e Yū contro Tsutomu, è presente un capitolo extra intitolato From Wataru to You II, dove l'autrice, appassionata di tennis, spiega le regole del gioco. Nell'ultimo volume, l'autrice ha inserito come bonus dei brevi annunci della Ribon e due capitoli extra intitolati L'altro Marmalade I e II, in cui viene spiegata la prima idea di Marmalade Boy. Tutti i personaggi avevano i sessi invertiti: il protagonista (che sarebbe diventato Miki) era un ragazzo timido e tranquillo che si trovava a convivere con una ragazza molto bella e dispettosa (Yū), che non perde l'occasione per infastidirlo; il ragazzo ha un amico di infanzia (Meiko) ed una specie di ex-fidanzata (Ginta). È per questo motivo che il manga è intitolato "Marmalade Boy", ma l'editore di Ribon, visto che la rivista era letta quasi esclusivamente da ragazze, impose all'autrice di cambiare il sesso al protagonista e la storia si trasformò in quella che è stata poi pubblicata. Tuttavia, il titolo è rimasto lo stesso, abbinandolo in modo un po' forzato a Yū.
Durante la stesura dell'opera, il finale progettato inizialmente dall'autrice differisce molto da quello che è stato poi pubblicato: sarebbe stato di tipo aperto, lasciando al lettore il dubbio su cosa realmente sarebbe accaduto ai personaggi. Ginta e Arimi non diventavano una coppia, né Meiko ritornava assieme al professor Namura. L'idea di partenza era di rendere davvero Miki e Yū fratelli da un lato, e quindi destinati a lasciarsi. In seguito sarebbe stato Ginta a prendersi cura di Miki, promettendole di aspettare fino a che non avrebbe dimenticato Yū. Quest'ultimo avrebbe rincontrato Meiko quattro anni dopo e i due si sarebbero avvicinati per via della delusione con i rispettivi amori. Tuttavia, scrivendo il terzo capitolo, la Yoshizumi diventò meno certa su quest'idea, pensando che i genitori dei protagonisti sarebbero state delle persone terribili a fare una cosa del genere ai loro figli e preoccupandosi di come i lettori avrebbero reagito al triste epilogo. Il suo editore, infatti, fu contrario e le consigliò di cambiarlo in un finale più felice, che è quello che è stato poi pubblicato.
In Italia il manga è stato pubblicato dalla Planet Manga in 16 volumetti dal 10 settembre 1998 al 16 settembre 1999 e successivamente nel 2002 in otto volumi collection; in tali edizioni, è stato ribaltato in modo che si leggesse "all'occidentale", ovvero da sinistra a destra. Nel 2009 è stata ristampata una nuova edizione, denominata Gold, in otto volumi e due diverse versioni: una da edicola e una da fumetteria, che si differenzia dall'altra per la sola presenza della sovraccopertina. Nel 2015, in occasione della pubblicazione di Marmalade Boy little, è uscita una riedizione, sempre in otto volumi; per tali edizioni è stato ripristinato il senso di lettura originale (da destra a sinistra) e, a detta della casa editrice, è stata rivista la traduzione.

## Lista volumi
| Nº | Titolo italiano Giapponese 「Kanji」 - Rōmaji | Data di prima pubblicazione          | Data di prima pubblicazione       |
| Nº | Titolo italiano Giapponese 「Kanji」 - Rōmaji | Giapponese                           | Italiano                          |
| 1  | Marmalade Boy 1 Marmalade Boy 2 「ママレード・ボーイ １」 - Mamarēdo Bōi 1 | 8 dicembre 1992 ISBN 4-08-853641-X   | 10 settembre 1998 1º ottobre 1998 |
| 1  | Capitoli 1-5 |                                      |                                   |
| 1  | Trama I genitori di Miki Koishikawa ritornano dalle Hawaii con la notizia di aver intenzione di divorziare e scambiarsi i partner con i Matsuura, famiglia incontrata in vacanza. Miki si oppone alla decisione e cerca in tutti i modi di dissuaderli dal farlo, sperando che anche il figlio dell'altra coppia, Yū, lo faccia. Purtroppo, al contrario di lei, il ragazzo accetta senza esitare e Miki, a malincuore, è obbligata ad approvare. Le due famiglie, quindi, si ritrovano in un'unica casa a vivere insieme e Yū comincia a frequentare la stessa scuola dove va Miki. Durante la lezione di ginnastica, Miki ricorda come fosse stata respinta dal suo migliore amico, Ginta Suō, alle scuole medie; finito il suo pensiero, la ragazza viene colpita in piena faccia da un pallone da basket. Portata in infermeria, Yū arriva per controllare se stia bene e, mentre Miki finge di dormire, la bacia. Il giorno successivo, la ragazza fa finta di non sapere niente dell'accaduto e mentre lei e Yū sono al parco divertimenti, vengono raggiunti da Arimi Suzuki, ex-fidanzata di Yū. Subito dopo, Yū rivela a Miki dell'accaduto e di sapere che nell'infermeria era sveglia; Miki, alla situazione, pensa che il ragazzo si stia prendendo gioco di lei e lo schiaffeggia prima di correre via. Saputo dell'incontro tra i due, Ginta, geloso, bacia Miki, dopo scuola, ma Miki reagisce malamente, dandogli uno schiaffo e rifiutandosi di parlargli. L'indomani, mentre evita Ginta, Miki vede Arimi che aspetta Yū e così questa le racconta della sua relazione di tre mesi con Yū e che non ha intenzione di rinunciare a lui. Mentre Miki torna a casa, Ginta la ferma e le spiega l'equivoco successo ai tempi della scuola media e le rivela di averla sempre amata. |                                      |                                   |
| 2  | Marmalade Boy 3 Marmalade Boy 4 「ママレード・ボーイ ２」 - Mamarēdo Bōi 2 | 15 giugno 1993 ISBN 4-08-853668-1    | 15 ottobre 1998 5 novembre 1998   |
| 2  | Capitoli - 6-10 - From Wataru to You II |                                      |                                   |
| 2  | Trama Su consiglio della sua migliore amica, Meiko Akizuki, Miki si prende un po' di tempo per pensare alla confessione di Ginta. Nel frattempo, il compagno di tennis di quest'ultimo abbandona, e Miki cerca di convincere Yū a sostituirlo, avendo giocato nel club di tennis nella sua vecchia scuola. Determinato a vincere il torneo, Ginta perseguita Yū per fare molta pratica, ma lui non ne vuole sapere, arrampicandosi sulla finestra della biblioteca della scuola per evitarlo; lì, per puro caso, assiste ad un bacio tra Meiko e il loro professore, Shin'ichi Namura. Meiko lo vede e, quando Namura va via, gli chiede se può mantenere il segreto: Yū accetta di farlo, chiedendosi se anche Miki, migliore amica della ragazza, lo sappia. Arriva il giorno del torneo e Yū, con grande sorpresa, scopre che la squadra avversaria è della sua vecchia scuola, la Sakaki; uno dei giocatori, Tsutomu Rokutanda, è il cugino di Ginta, che considera da sempre un rivale insieme a Yū. Questi finisce per strappare loro un accordo sulla partita: chi perde dovrà radersi la testa. Mentre parlano, Rokutanda parla ad alta voce dell'incomprensione tra Miki e Ginta dalla scuola media. Furiosa, poiché Ginta l'ha detto ad altre persone, Miki gli urla contro e scappa via. Scoraggiato per la situazione, il ragazzo gioca la partita terribilmente e la squadra sta per perdere, ma fortunatamente ritorna Miki, e così, insieme a Yū, i due vincono. In seguito, Arimi prende da parte Ginta con la pretesa di conoscerlo e le propone un patto: far finta di star insieme, in modo da rendere Miki gelosa e tornare con lui, e Yū con lei. Nel frattempo, trascorsi sei mesi dal loro divorzio, i genitori di Yū e Miki si sposano ufficialmente con i loro nuovi partner e vanno in luna di miele per due settimane, lasciando i due soli in casa. |                                      |                                   |
| 3  | Marmalade Boy 5 Marmalade Boy 6 「ママレード・ボーイ ３」 - Mamarēdo Bōi 3 | 15 ottobre 1993 ISBN 4-08-853692-4   | 19 novembre 1998 3 dicembre 1998  |
| 3  | Capitoli 11-14 |                                      |                                   |
| 3  | Trama Ginta dà un ultimatum a Miki riguardo al suo rapporto con Arimi, ma rimane deluso quando la ragazza le dice di essere molto felice. Per Ginta il senso di colpa diventa troppo grande e dice alla ragazza tutta la verità, promettendosi ancora una volta di aspettare la sua risposta, che permetterà loro di tornare alla loro solita presa in giro in amicizia. Più tardi, comincia a circolare la voce su una possibile relazione tra Meiko e il professor Namura, il quale, se fosse vero, verrebbe sollevato dal suo incarico all'interno della scuola. Miki va a parlare con Meiko, la quale conferma e le spiega che lei era andata a casa del professore per sfuggire all'ennesimo litigio dei suoi genitori. Miki si sente ferita dal fatto che Meiko, sua migliore amica, non sia venuta a casa sua anziché dell'insegnante, ma questa le si scaglia contro quando le viene chiesto perché non glielo avesse mai detto, facendo piangere la ragazza, che scappa via. Il giorno successivo, Namura comunica alla sua classe di essersi dimesso e di tornare a Hiroshima per lavorare presso le imprese immobiliari del padre. Egli chiama Meiko per dirle che la loro storia non può continuare, dicendole di non essere abbastanza forte per renderla felice. Meiko decide così di andare a casa di Miki, chiedendole scusa per quello che aveva detto precedentemente, e subito dopo va alla stazione ferroviaria con l'intenzione di partire con Namura, ma lui la respinge, dicendole di dimenticarlo, e la lascia da sola. Miki e Yū, che stavano seguendo la ragazza, arrivano dopo che Namura è partito. Meiko corre piangendo tra le braccia di Miki, e si vede sul treno anche Namura piangere. Dopo la sospensione di qualche giorno, Meiko torna a scuola. In biblioteca, Yū ha uno strano incontro con un altro studente, un ragazzo, che lo invita a casa sua: quando Yū scopre che il suo nome è Satoshi Miwa, accetta l'invito e va a trovarlo. |                                      |                                   |
| 4  | Marmalade Boy 7 Marmalade Boy 8 「ママレード・ボーイ ４」 - Mamarēdo Bōi 4 | 15 aprile 1994 ISBN 4-08-853726-2    | 17 dicembre 1998 21 gennaio 1999  |
| 4  | Capitoli 15-19 |                                      |                                   |
| 4  | Trama Mentre tutta la famiglia trascorre un week-end di vacanza a Karuizawa, Yū scappa di nascosto per andare a vedere Satoshi. Miki li vede nella hall dell'albergo, ma quando lui le grida di andare via, le afferra il braccio e la avverte di non dire nulla su quanto ha visto. Più tardi, Satoshi raggira Meiko affinché accetti di uscire con lui, ricattandola con la promessa di dirle la verità sulla sua relazione con Yū; quando la riaccompagna a casa, però, le dice soltanto che la loro relazione ha a che fare con suo padre, prima di rubarle un bacio e andarsene. Il giorno dopo, Miki e Meiko seguono Yū e Satoshi mentre i due vanno all'incontro con il padre di Satoshi, Yoshimitsu Miwa, un noto architetto. Meiko crede che Yū ha voluto incontrare il signor Miwa solamente a causa del suo interesse per l'architettura, che però Miki non era a conoscenza. Quando Yū torna a casa quella sera, Miki gli chiede se gli piace l'architettura, ma egli ferisce i sentimenti della ragazza, dicendole che i suoi interessi non hanno nulla a che fare con lei. Durante una gita di classe a Hokkaidō, Miki perde traccia del suo gruppo e corre verso Yū, ma prima che possa dire qualcosa, Arimi li interrompe. Dopo che Miki va via, Arimi dice a Ginta che ha rinunciato a Yū e Ginta ammette di essersi reso conto che non ha più la possibilità con Miki. Quella notte, Yū si scusa con Miki per averla trattata male e le spiega il vero motivo del suo interesse per il signor Miwa: egli ritiene che in realtà non è figlio di suo padre, ma il figlio del vecchio fidanzato di sua madre Chiyako, il padre di Satoshi. Qualche tempo dopo, Miki va con Yū e Satoshi a confrontarsi con il padre di quest'ultimo, scoprendo tuttavia di sbagliare persona. |                                      |                                   |
| 5  | Marmalade Boy 9 Marmalade Boy 10 「ママレード・ボーイ ５」 - Mamarēdo Bōi 5 | 14 settembre 1994 ISBN 4-08-853752-1 | 18 febbraio 1999 18 marzo 1999    |
| 5  | Capitoli 20-24 |                                      |                                   |
| 5  | Trama Scoraggiato nell'apprendere che il signor Miwa non è davvero suo padre, Yū va alla spiaggia per riflettere, e Miki decide di seguirlo. In seguito, lui le rivela come ha scoperto di non essere figlio di Youji. Miki lo incoraggia a superare la cosa perché ha comunque una splendida famiglia e ha lei, confessandosi il loro amore l'un l'altra e scambiandosi un bacio. Successivamente, a scuola, Miki dice a Ginta che lei e Yū sono diventati una coppia, e spiega che la confusione che aveva era la paura di perdere la sua amicizia. Il ragazzo accetta la cosa e le promette eterna amicizia. Anche Yū incontra Arimi, che gli dice di essere felice per lui, per poi rimanere sola a piangere. Ginta e Arimi si ritrovano così a parlare dei loro amori non ricambiati purtroppo. Intanto, Rumi convince Yū ad apparire in uno spot pubblicitario di un profumo, in cui reciterà al fianco di Suzu Sakuma, una giovane e popolare modella, cugina di Satoshi. Dopo aver fatto le riprese, Suzu chiede a Satoshi di assumere Yū come tutore per le sue ripetizioni di inglese. Miki si preoccupa e teme che Suzu abbia una cotta per Yū, ma il ragazzo la rassicura dicendole che la ragazza è soltanto una bambina agli occhi suoi. Suzu vorrebbe incontrare Miki, ma quando accade ne rimane delusa per la sua "semplicità", preferendo l'eleganza di Meiko. Intanto, Miki e Yū fanno progetti per fare una vacanza insieme, in cui lui possa dedicarsi anche allo studio dell'architettura. Per aiutare con le spese, Miki ottiene un lavoro part-time nella gelateria di Bobson's; mentre prende un barattolo di gelato da uno scaffale alto, viene sorpresa dalla comparsa di un estraneo e cade, atterrando sul ragazzo. Imbarazzata, Miki si scusa e prende rapidamente il barattolo, ma il braccialetto datole da Yū cade sul pavimento e viene perso. |                                      |                                   |
| 6  | Marmalade Boy 11 Marmalade Boy 12 「ママレード・ボーイ ６」 - Mamarēdo Bōi 6 | 15 febbraio 1995 ISBN 4-08-853780-7  | 15 aprile 1999 20 maggio 1999     |
| 6  | Capitoli 25-29 |                                      |                                   |
| 6  | Trama Miki incontra nuovamente il collega che l'aveva fatta spaventare il giorno prima, il cui nome è Kei Tsuchiya. La ragazza gli chiede se ha visto il suo braccialetto, ma lui nega. Ginta, pensando che Arimi e Murai si stiano frequentando, vede quest'ultimo con un'altra e lo prende a pugni; quando, però, Ginta avverte Arimi dell'accaduto, è imbarazzato nel capire che i due non stanno affatto insieme. Arimi rimane toccata da questo comportamento di Ginta, il quale si era arrabbiato con il pensiero che ella sarebbe stata male di nuovo per amore. Per il troppo lavoro, Miki sviene, ma Kei la soccorre e l'abbraccia; Suzu li vede e pensa che Miki stia tradendo Yū. Più tardi, sotto la falsa impressione che Meiko sia innamorata di Yū, Suzu organizza un appuntamento tra i due, in modo da fare una foto di loro insieme per poi mostrarla a Miki, la quale ne rimane sconvolta, dato che non sapeva niente al riguardo. Quella sera, Yū passa da Bobson's per fare una sorpresa a Miki, ma lei ha già finito il suo turno, e trova Kei, che gli mostra il braccialetto, sostenendo che Miki gli ha chiesto di buttarlo via. A casa, Yū chiede spiegazioni a Miki su Kei, accusandola di essere incoerente e di flirtare con il ragazzo; Miki, a sua volta, esige una spiegazione del suo appuntamento con Meiko, e così i due finiscono per litigare e la mattina seguente, Yū parte per il loro viaggio tanto atteso da solo. Miki recupera il suo braccialetto da Kei, ma quando egli le dice di amarla e che ha bisogno di lei per ritornare sui suoi passi e continuare a suonare il pianoforte con l'appoggio della famiglia, lei lo rimprovera dicendogli di smettere di agire come un bambino viziato e di contare sulle sue forze senza fare affidamento sugli altri. Yū chiama Miki prima di ritornare a casa e i due si scusano a vicenda e lei, il giorno seguente, va a prenderlo alla stazione ferroviaria, abbracciandolo fortemente. Meiko, su consiglio di Satoshi, s'iscrive a un concorso per scrittori emergenti e vince il primo premio con il suo romanzo, rimanendo molto sorpresa; successivamente decide di andare a Hiroshima per vedere Namura, e Miki accetta di accompagnarla. Intanto Ginta e Arimi esprimono il loro reciproco amore, diventando ufficialmente una coppia. |                                      |                                   |
| 7  | Marmalade Boy 13 Marmalade Boy 14 「ママレード・ボーイ ７」 - Mamarēdo Bōi 7 | 8 agosto 1995 ISBN 4-08-853809-9     | 17 giugno 1999 15 luglio 1999     |
| 7  | Capitoli 30-34 |                                      |                                   |
| 7  | Trama A Hiroshima, mentre Miki aspetta nelle vicinanze, Meiko e Namura si incontrano e parlano. In un primo momento, Namura si rifiuta di riprendere la loro relazione, dicendo che non vuole legarla a lui. Dopo che Meiko, però, promette di non disturbarlo di nuovo nonostante amerà per sempre e solo lui, Namura cede, dicendole che pensava che stare distanti sarebbe stato meglio per il futuro di lei. Lui poi la bacia appassionatamente prima di farle la proposta di matrimonio, a cui Meiko dice di sì, e così iniziano a fare progetti dopo che ella si sarà diplomata. Una settimana dopo che Miki torna a casa, arriva per fare una visita il cugino, considerato fratello, di Chiyako, Eisaku. Yū, dopo aver capito che questi era innamorato di sua madre Chiyako, gli chiede se sia lui il suo vero padre, ma egli gli risponde negativamente e gli assicura di essere veramente figlio di Youji. Intanto il ragazzo e Miki discutono sulle prossime vacanze; in più lei gli chiede come regalo di Natale un anello. Pochi giorni dopo, Yū scopre che i suoi genitori e i Koishikawa, non solo si conoscevano tra di loro al college, ma che anche stavano insieme negli stessi abbinamenti come sono ora. Yū rimane inorridito nel rendersi conto che Jin era il vecchio fidanzato di sua madre Chiyako, e quindi il suo vero padre potrebbe essere lo stesso di Miki, che sarebbe quindi la sua sorellastra. Così, quando lui e Miki si incontrano alla vigilia di Natale per scambiarsi i regali, lui le rivela che non la ama più e rompe con lei, ma prima di andarsene, le dà l'anello, promesso come il suo regalo. Con il cuore spezzato, Miki trascorre tutta la notte a piangere da Meiko. Incapace di continuare a vivere nella stessa casa con Miki, Yū fa l'esame per l'Istituto Universitario di Tecnologia a Kyoto, spostandosi lì dopo averlo passato brillantemente. Prima di andare via, Miki gli dà un orologio che gli aveva comprato per Natale. In seguito, la ragazza piange di nuovo, ma poi mette via tutto quello che le ha regalato Yū e dice addio la vecchia se stessa, andando in centro per cambiare taglio di capelli e farsi i buchi alle orecchie. |                                      |                                   |
| 8  | Marmalade Boy 15 Marmalade Boy 16 「ママレード・ボーイ ８」 - Mamarēdo Bōi 8 | 15 febbraio 1996 ISBN 4-08-853839-0  | 19 agosto 1999 16 settembre 1999  |
| 8  | Capitoli - 35-39 - Bonus Section - L'altro Marmalade I - L'altro Marmalade II |                                      |                                   |
| 8  | Trama Sono passati diversi mesi da quando Yū e Miki si sono lasciati, e quest'ultima ha finito il liceo e ora frequenta l'università alla Toryo insieme a Ginta e Arimi. Meiko si è finalmente sposata con Namura ed è andata a vivere a Hiroshima, tuttavia non hanno ancora tenuto la cerimonia ufficiale. Inoltre, Suzu e Kei cominciano a conoscersi meglio. Durante una visita di Meiko a casa, Miki rivede la scatola contenente i regali fatale da Yū, capendo nonostante tutto che è impossibile dimenticarlo e, consigliata dall'amica, decide di andare a Kyoto per parlare con il ragazzo; dopo averlo cercato per tutto il campus, gli dice che lo ama ancora e che non può vivere senza di lui. Yū, però, la rifiuta e le mente, dicendole di avere una compagna di classe come nuova ragazza. Miki si scusa e va via, piangendo per tutto il viaggio in treno verso casa. Durante le vacanze, a casa, Yū chiede a Miki se ha un nuovo fidanzato, ma lei gli dice no visto che lo ama ancora. Lui, però, le dice di non volere questo ed è allora che Miki gli grida contro, dicendogli che non riesce a cancellare i suoi sentimenti, e si allontana per non farsi vedere piangere. Yū capisce che gli è impossibile continuare l'inganno e, così, la abbraccia e le spiega il vero motivo per cui ha rotto con lei, ovvero che sono fratellastri. Decidono così di essere una coppia "un'ultima volta" e fare un viaggio insieme a Kyūshū. Miki indossa il braccialetto e l'anello che le aveva dato Yū e trascorrono la giornata visitando vari luoghi. La notte prima di tornare a casa, mentre stanno nel corridoio del hotel, vanno nelle loro stanze separate, ma quando i due si guardano negli occhi l'uno con l'altra, Miki comincia a piangere, gettandosi tra le braccia di Yū. Questi la porta nella sua stanza e la bacia, chiedendole di sposarlo, anche se la società non approverebbe e che non saranno in grado di avere figli insieme, ma sono d'accordo a rimanere per sempre insieme senza più separarsi. Tornati a casa, affrontano i loro genitori e chiedono loro l'approvazione di sposarsi anche se sanno di essere fratelli di sangue. Tuttavia, Chiyako rivela ai due di stare sbagliando, infatti Yū è veramente figlio di Youji e non di Jin: è vero che Chiyako era rimasta incinta di Jin, senza riuscire però a informarlo perché quest'ultimo era partito a Londra per lavoro. Allorché Youji, a sua volta lasciato da Rumi, si era proposto di sposarla e di far da padre al bimbo che portava in grembo. Ma quel bambino non nacque mai, a causa di un aborto spontaneo. Youji decise di sposare comunque Chiyako, perché ormai innamorato di lei, e da quell'unione nacque poi Yū, che è quindi figlio di Youji a tutti gli effetti. Mentre a Londra l'unione tra Jin e Rumi portava alla nascita di Miki. Con l'equivoco chiarito, cioè che i due non sono fratelli, e il loro rapporto approvato anche dai genitori, Miki e Yū possono vivere felicemente la loro storia d'amore. |                                      |                                   |